# Tríptico de la Anunciación
El Tríptico de la Anunciación, llamado también Tríptico de Mérode, es una obra pintada al óleo sobre tabla no fechada ni firmada, que se ha atribuido a un Maestro de Mérode, luego identificado con el llamado Maestro de Flémalle, atribuida en el Metropolitan Museon of Art al taller de Robert Campin. Pudo ser pintada hacia 1427-1432. Se trata de tres tablas: una central y dos laterales. La tabla central que recoge la escena de la Anunciación con el ángel Gabriel a la izquierda y la Virgen María a la derecha, mide  64,1 centímetros de alto y 63,2 cm de ancho. Por lo que se refiere a las alas, sus dimensiones son: 64,5 cm de alto y 27,3 de ancho cada una. Se conserva en los Claustros (The Cloisters) el Museo Metropolitano de Nueva York (Estados Unidos).
Este retablo imbuido de la amorosa atención al detalle y el espíritu del materialismo burgués fue un encargo para uso privado. La Anunciación ocupa la tabla central. El arcángel Gabriel es mostrado acercándose a María, que está sentada leyendo. Están representados en un interior acomodado de clase media flamenca.
Algunos creen que en realidad está hecho por un seguidor, probablemente copiando un original de Campin. Actualmente, el Museo Metropolitano lo describe como de «Robert Campin y ayudante». Fue creado entre el año 1425 y 1428, otras fuentes señalan hasta el año 1430. Como era la obra de los primitivos flamencos de mayor calidad en Nueva York, y en Norteamérica hasta que fue adquirida la Anunciación de Van Eyck conservada en Washington, se ha convertido en la obra más conocida de Campin, ayudado por el indudable encanto de la ambientación doméstica y el entorno urbano más allá de las ventanas. 

## Descripción

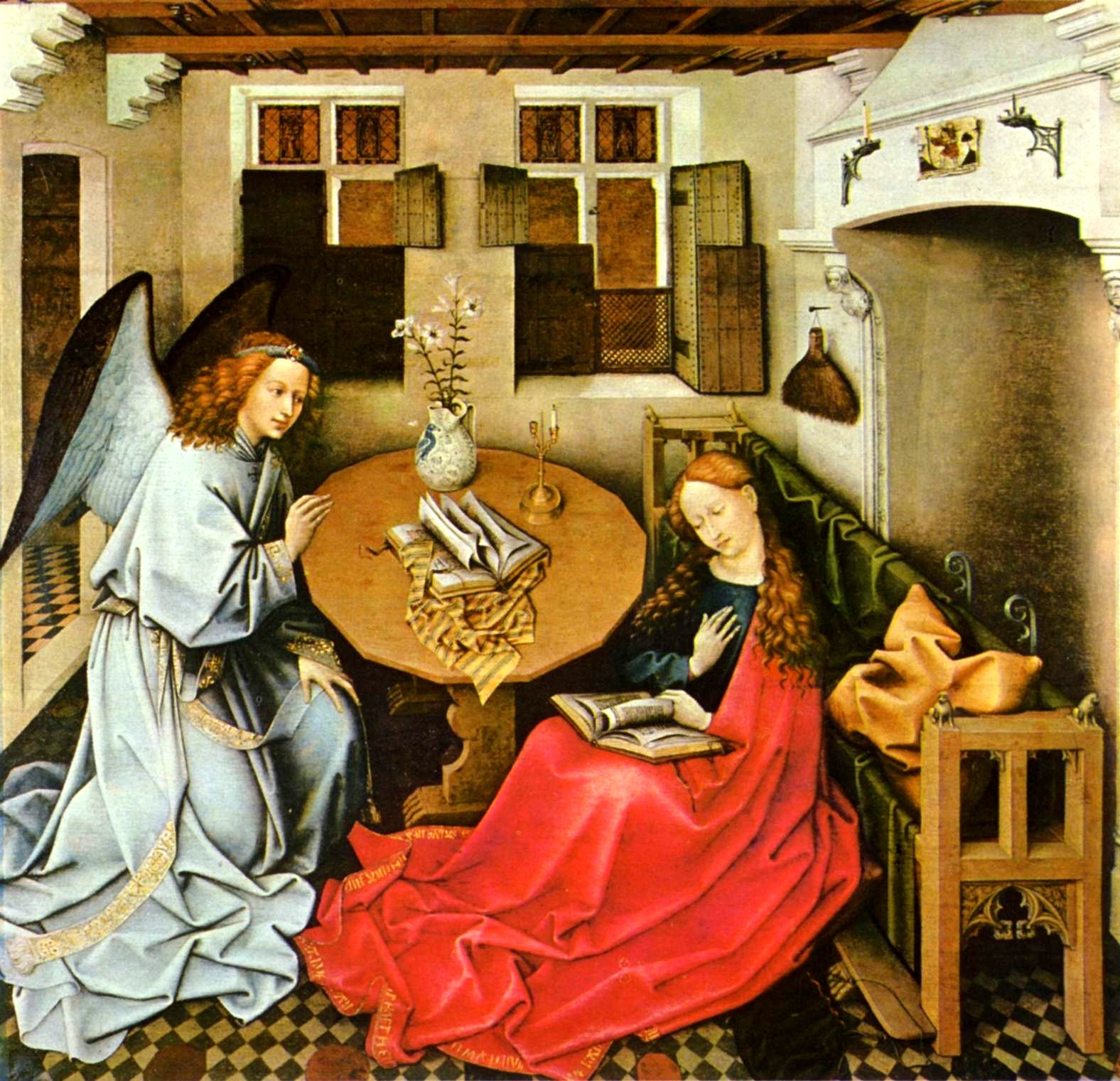
La versión de Bruselas de la tabla central.

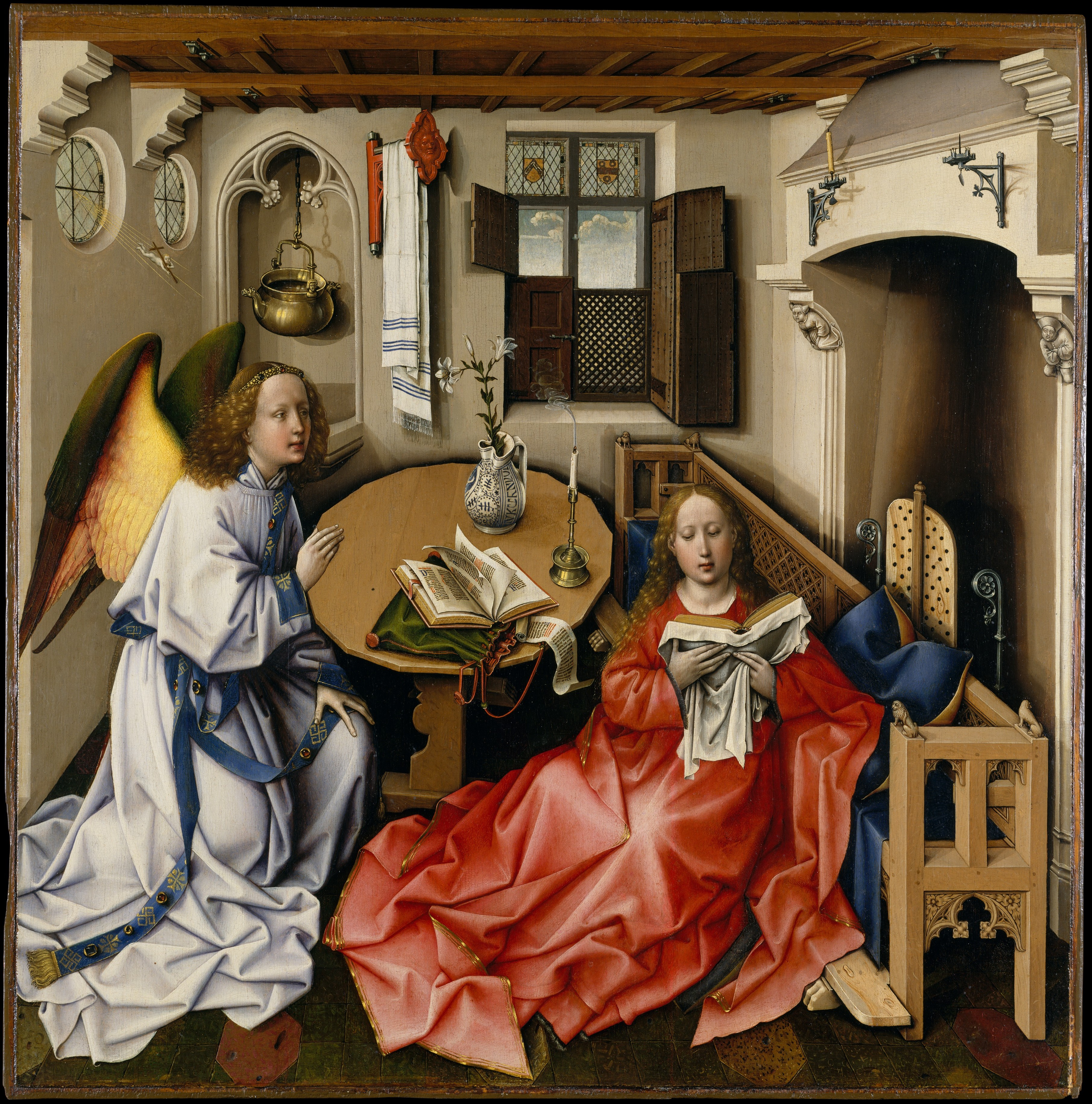
Versión de Nueva York

La pieza es un tríptico con bisagras, o panel en tres partes. Probablemente fue un encargo para un uso privado, pues es pequeño. Los retratos de los donantes arrodillados están en el ala izquierda; la figura de la donante femenina, y el sirviente detrás de ella, parecen haber sido añadidos a la pintura después de acabarse a manos de otro artista, quizá cuando el donante se casó. Se les puede identificar como unos burgueses de la cercana Malinas que están documentados en Tournai en 1427, por el blasón en un vitral en la ventana del panel central. Miran a través de una puerta entreabierta que curiosamente aunque se abre hacia él no tiene continuidad en el panel central, como si el donante imaginara que abre la puerta y contempla la escena sacra. La tabla central muestra una Anunciación, o, estrictamente hablando, el momento anterior a la misma, pues María aún no es consciente de la presencia del ángel. Inusualmente para una representación medieval de este momento, la paloma que simboliza el Espíritu Santo no aparece. Es representado por la vela recién apagada (según algunos autores medievales, el Espíritu Santo descendió sobre los apóstoles "como un soplo de viento") y una diminuta figura del Niño Jesús, con la cruz, vuela hacia María en el rayo de luz que entra por un óculo lateral, representando su impregnación por Dios. Otra escena inusual, con san José trabajando como carpintero ocupa el ala derecha. Un rasgo igualmente infrecuente es que aunque María y José no se casaron hasta después de la Anunciación, aquí ellos están representados aparentemente viviendo juntos ya entonces.
La obra está en The Cloisters, un departamento del Museo Metropolitano de Arte en Nueva York.  Hay otra versión de la tabla central en Bruselas, que puede representar la versión original de Campin. La obra era propiedad de las familias aristocráticas belgas Arenberg y Mérode antes de llegar al mercado del arte.

## Simbolismo
La iconografía contiene abundante simbolismo, aunque la extensión y naturaleza exacta son objeto de gran debate - Meyer Schapiro anticipó el estudio del simbolismo de la ratonera,  y Erwin Panofsky más tarde lo amplió, o quizá lo desarrolló en exceso, el análisis de símbolos para cubrir muchos más detalles del mobiliario y de los ropajes. Debates similares existen para muchas pinturas de los primitivos flamencos, y muchos detalles vistos por vez primera aquí reaparecen en posteriores Anunciaciones de otros artistas.
Un rollo y un libro están junto a María, simbolizando el Antiguo y el Nuevo Testamento, y la parte que María y el Niño Jesús tienen en el cumplimiento de la profecía mesiánica. Las azucenas en el jarro de cerámica sobre la mesa representan la virginidad de María. Los remates en forma de león sobre el banco en sentido simbólico se refieren al Trono de la Sabiduría, o trono de Salomón - este rasgo se ve a menudo en otras pinturas, religiosas o seculares (como en el Matrimonio Arnolfini de van Eyck). Los instrumentos para lavarse en la parte posterior de la habitación, que son considerados inusuales para un interior doméstico, pueden estar relacionados con disposiciones similares de una piscina para el sacerdote oficiante lavarse las manos durante la Misa. Los 16 lados de la mesa pueden aludir a los 16 profetas hebreos principales; la mesa usualmente es considerada como un altar, y el arcángel Gabriel luce las vestimentas de un diácono. La pintura, como en la Anunciación de Van Eyck que estaba en Washington, es una de una serie que contiene complicado material simbólico relacionado con la Anunciación, la Misa y el sacramento de la Eucaristía. María se sienta en el suelo para mostrar su humildad, y las dobleces de su vestido, y la manera en que la luz juega con ellas, crearon una estrella, aludiendo probablemente a las muchas comparaciones teológicas de María con una estrella o a las estrellas. Como símbolo el cuenco de metal en el nicho del fondo, representa tanto la pureza y virginidad de María como la limpieza del acto cristiano del bautismo. 
En el ala derecha, san José, que era carpintero, está construyendo una ratonera simbolizando la trampa de Cristo y la derrota del diablo, una metáfora usada en tres ocasiones por san Agustín: «La cruz del Señor fue la ratonera del diablo; el cebo por el que fue capturado fue la muerte del Señor» Desde un punto de vista alternativo, José estaría realizando equipamiento para elaborar vino usado en aquella época, que simboliza el vino eucarístico y la Pasión de Cristo. El simbolismo de la ratonera puede existir igualmente en el exterior de la ventana de José, donde las ratoneras se dice que son visibles a través de la ventana de la tienda, de nuevo simbolizando que el sacrificio de Jesús es usado como un cebo para capturar a Satanás. Este tema es mucho más raro, aunque existen algunos paralelos. Esta ala fue hecha después de la principal (el lienzo de María). Originalmente no estaba contemplada hacerla.

### Detalles de la obra

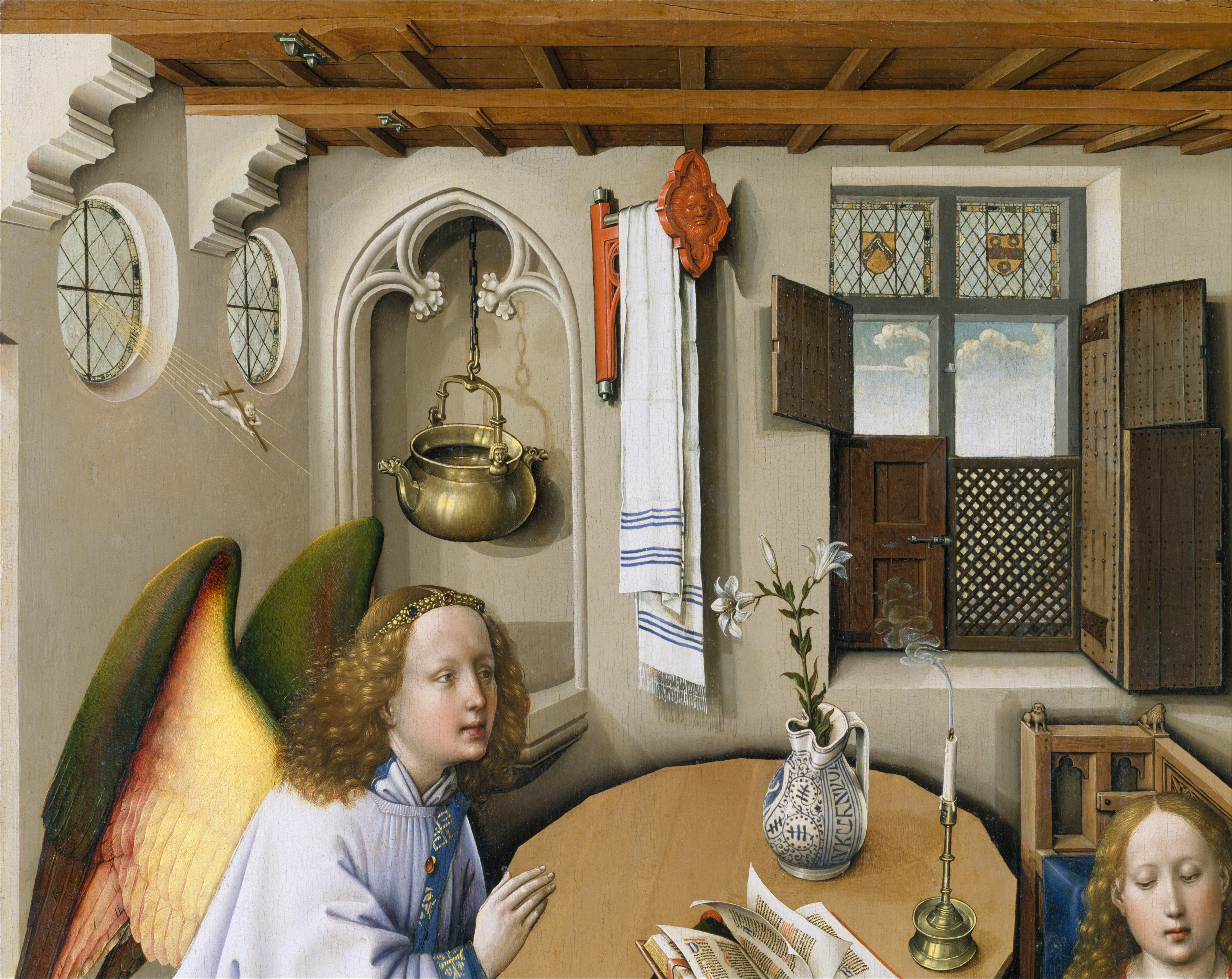
Tabla central, parte superior.
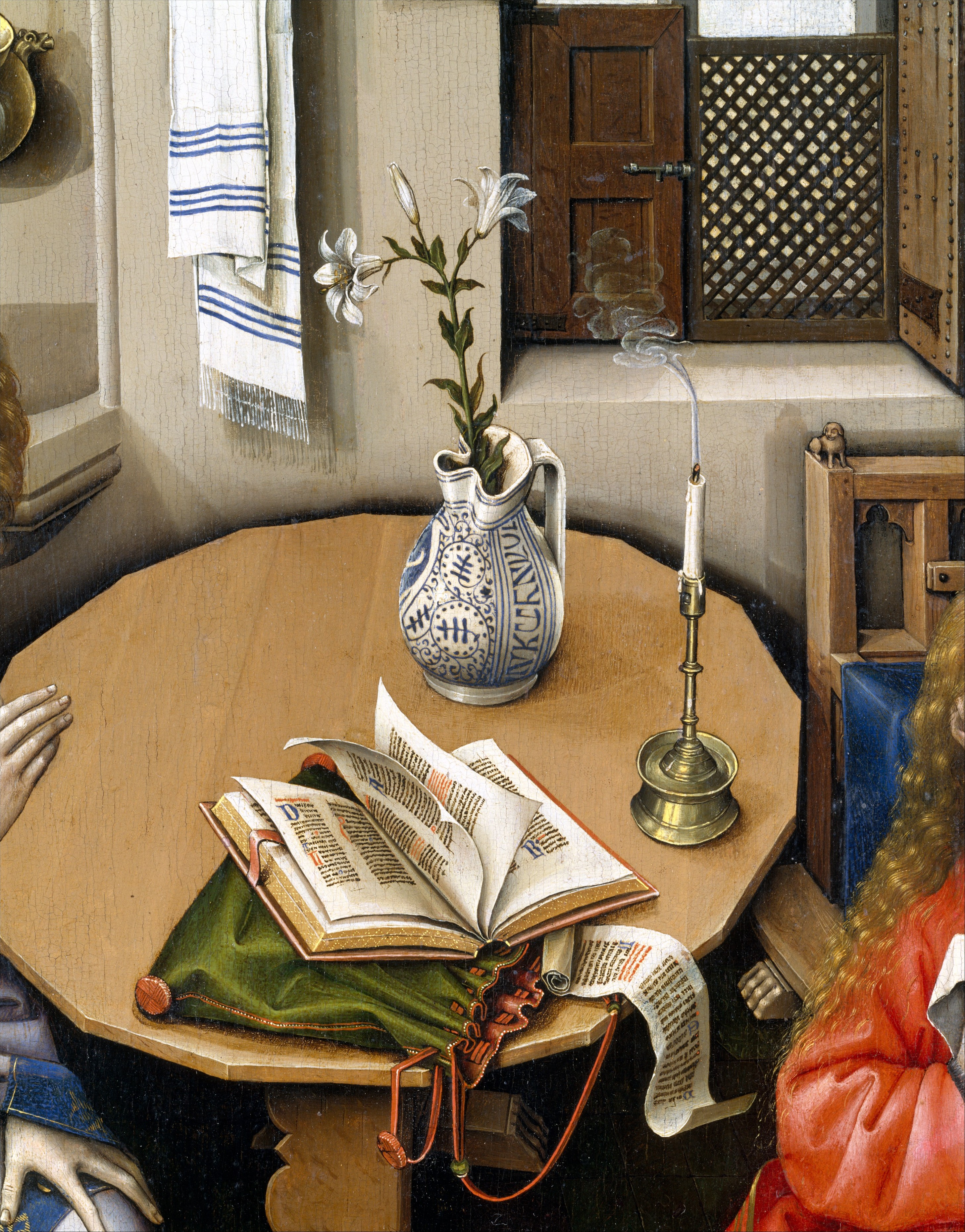
Tabla central, detalle de la mesa.
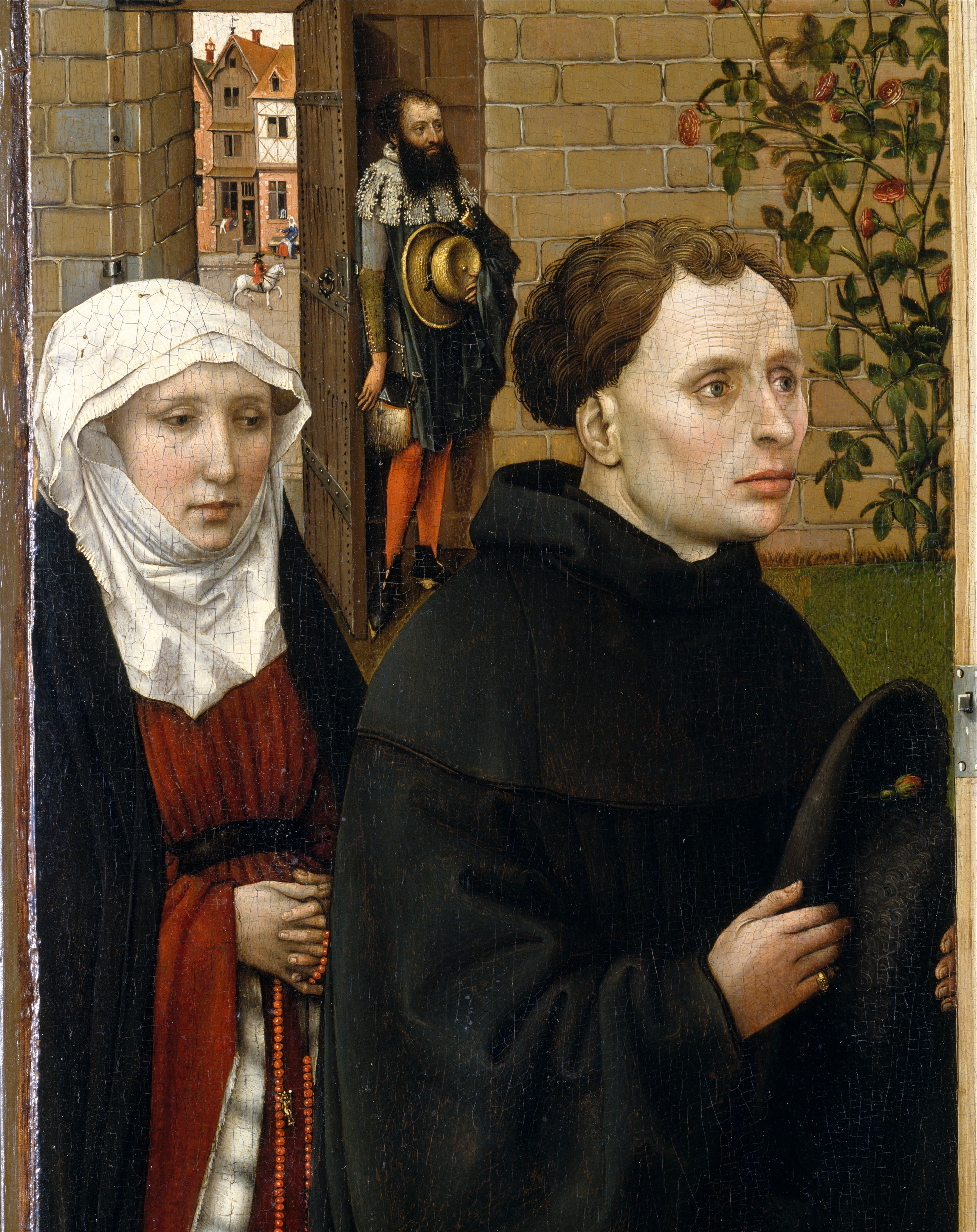
Tabla lateral izquierda, detalles de los donantes.
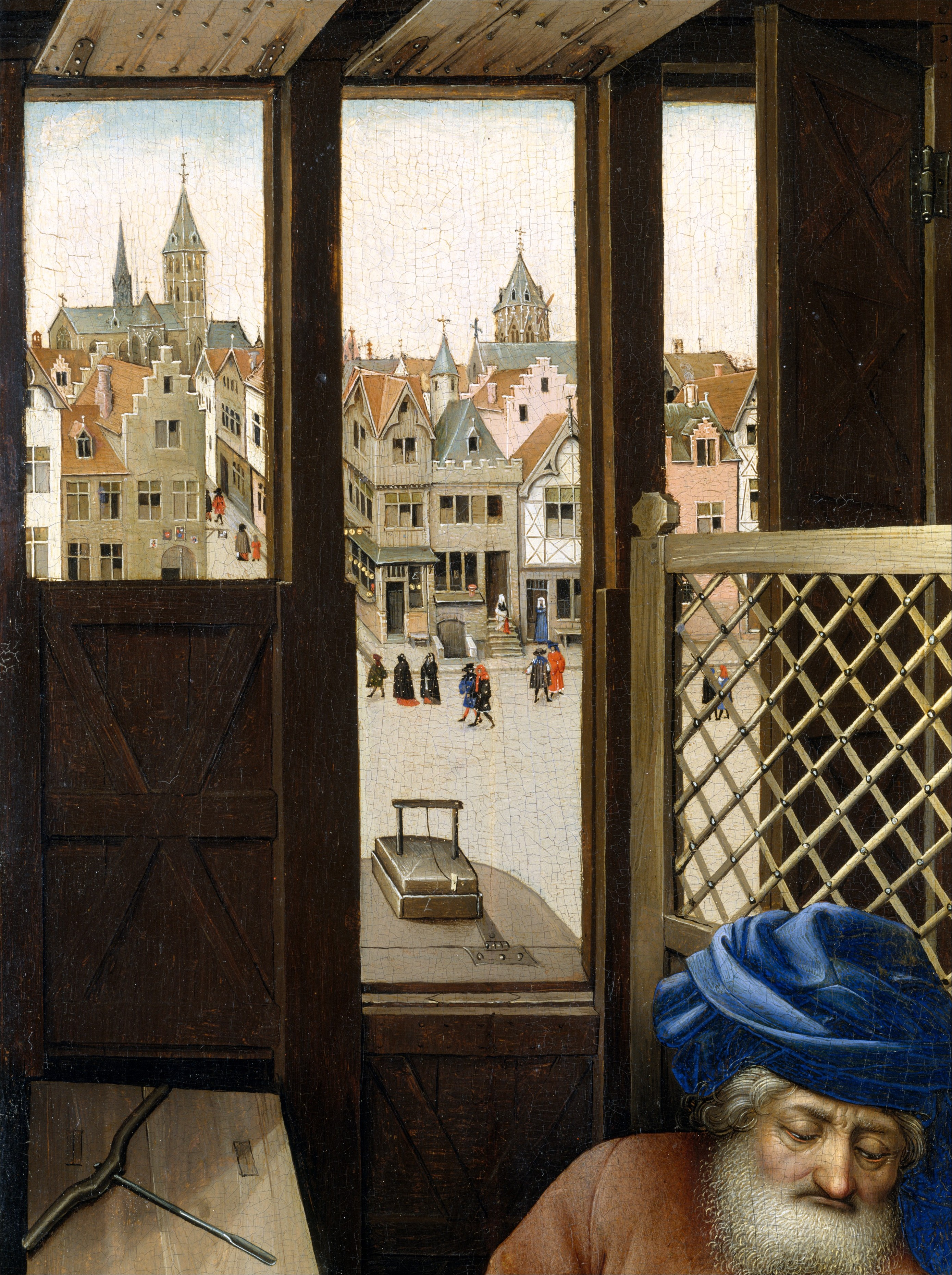
Tabla lateral derecha, parte superior con paisaje urbano de la ciudad de Lieja.
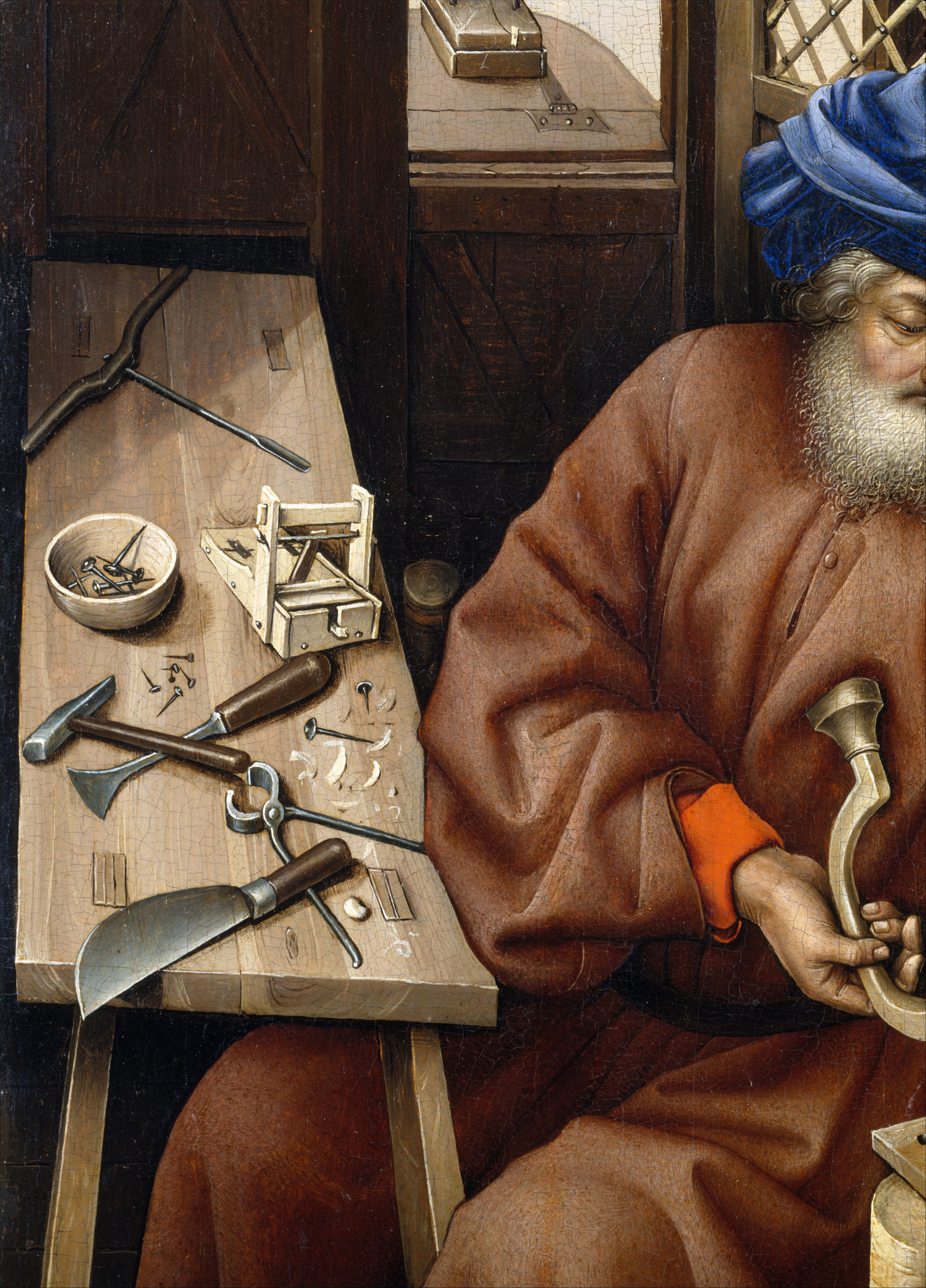
Tabla lateral derecha, detalle de la mesa con los instrumentos de carpintería.
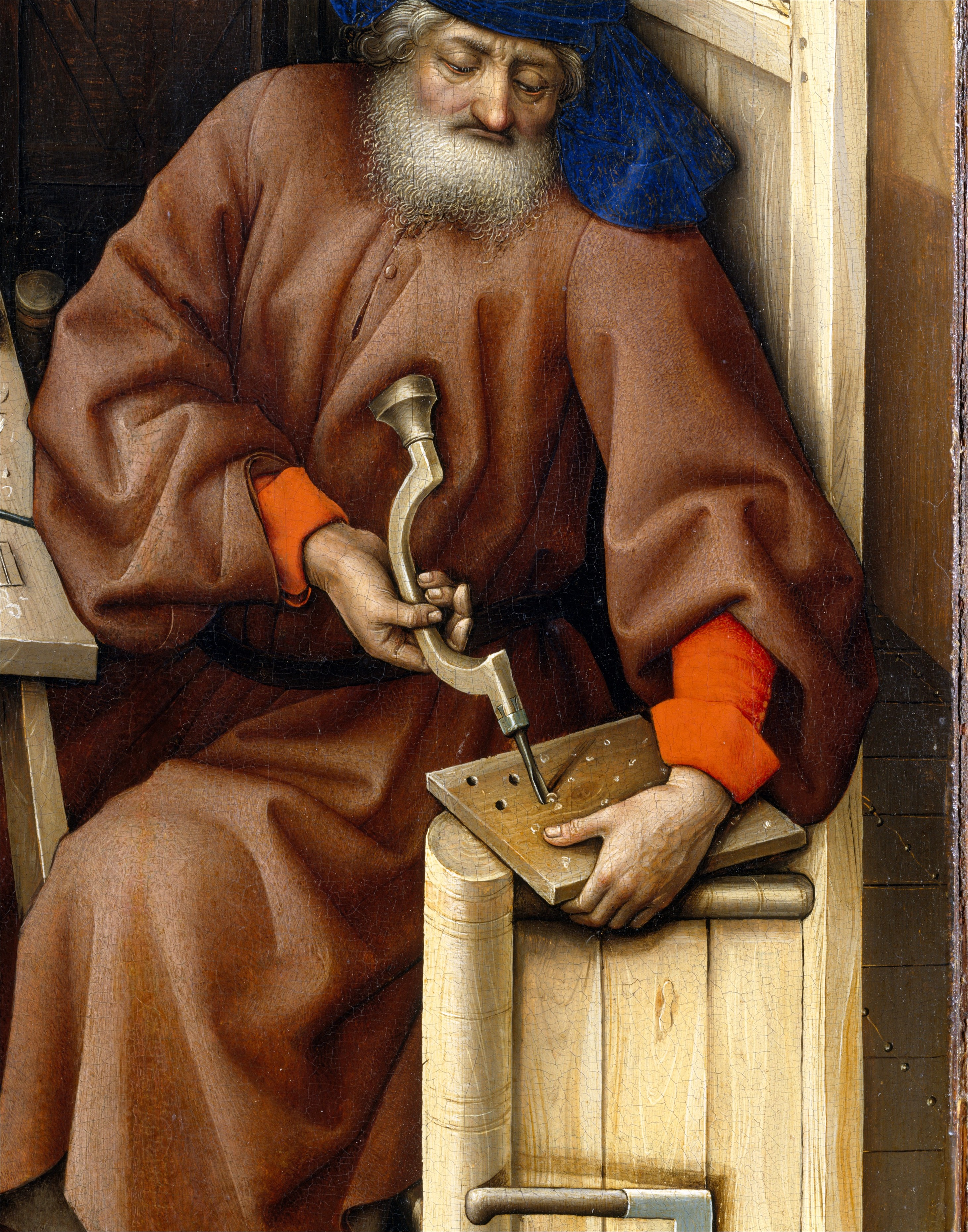
Tabla lateral derecha, José agujerea una tablilla.

## Posible circunstancias del encargo
El tríptico se ha relacionado con Malinas en Bélgica durante algún tiempo, puesto que el blasón masculino en la tabla central es probablemente el de la familia Ymbrechts, Imbrechts o Inghelbrechts. Un descubrimiento en 1966 por Helmut Nickel reforzó la relación: la pequeña figura barbuda en la parte posterior del ala izquierda (que fue añadido más tarde en el proceso de pintado) parece estar vestido con ropa que era típica de un mensajero ciudadano, con una placa cosida en su pecho con las armas de la ciudad de Malinas (en oro tres piquetes en gules).  
Una ulterior investigación en los archivos del registro de concejales de Malinas mostraron que una familia llamada Imbrechts comerciaba en Malinas desde al menos el final del siglo XIV y que algunos de sus miembros mantuvieron relaciones comerciales con Tournai. Esta familia Imbrechts estuvo íntimamente relacionada con la Orden Teutónica, una importante comandancia de ella había sido fundada en Malinas en la primera mitad del siglo XIII era jerárquicamente dependiente de la comandancia regional soberana de Coblenza. Puede mostrarse que al menos cuatro de los oficiales de esta comandancia que vivieron en el período 1330-1480 estuvieron bien relacionados o tuvieron conexiones comerciales con la familia Engelbrecht de Colonia, que no está muy lejos de Coblenza.
Muy bien pudo haber sido la presencia de estos Imbrechts-Engelbrechts lo que llevó a la decisión de Rombaut Engelbrecht de establecerse en Malinas. Este hombre de Colonia aparece como comerciante de Malinas en las cuentas municipales de Tournai en 1927. Compró la ciudadanía de Malinas después de muchos años de residencia. Tras Rombaut su hermano Peter Engelbrecht se convirtió en residente de Malinas después de 1450. Su padre había sido «Ratsherr» (Concejal) en Colonia. Peter y Heinrich, uno de sus hermanos fueron igualmente concejales, y lo mismo un hijo de Peter.
Peter o Petrus Engelbrecht, nacido alrededor del año 1400, fue probablemente un comerciante de paños y lana, y era muy acomodado, con propiedades en Amberes, Malinas y Luxemburgo, y a través de su primera esposa en el ducado de Gulik y además en Colonia. Encargó una capilla para añadirla a la antigua iglesia parroquial en Malinas, empleando a un capellán privado y fundando en ella una capilla privada dotada para cantar misas por el alma del rico propietario donante. Peter marchó a Malinas después de haber estado implicado en un asesinato en 1450, donde él y su hermano Rombaut fueron acusados de asesinar a un sacerdote. Como resultado de este asunto, él, Rombaut (un ciudadano de Malinas en aquella época), y su hermana quien se había casado con un hombre de Malinas, cumplieron sentencias de cárcel en Colonia. 
Aparentemente, el asunto estaba relacionado con el negocio y estaba vinculado con una disputa entre los hermanos Peter y Hendrik Engelbrecht y la ciudad de uno de sus socios con el que el sacerdote asesinado tenía conexiones cercanas. Fue después de que uno de sus socios fuera ejecutado y de que mediasen el duque de Borgoña y el príncipe-obispo de Lieja, cuando los prisioneros Engelbrecht fueron liberados. En el contrato formal de mantener la paz a la que se comprometieron mediante juramento al ser liberados, el sello de Peter tiene unas armas que son idénticas a las usadas por los Ymbrechts de Malinas. Otros miembros de la familia Engelbrecht en Colonia no las usaron antes de 1450. Su hermano Rombaut usó un sello con un monograma en la misma carta. Puede ser que esas armas le fueran impuestas a Peter como un castigo, con la cadena sobre las armas en forma de V invertida refiriéndose a esta prisión. 
Peter trasladó sus actividades desde Colonia a Amberes y con el tiempo a Malinas. En Malinas fue bien conocido como un miembro respetable de la artesanía de la lana o la guilda de los pañeros, desempeñando diversos cargos en la administración tanto de la cofradía como de la ciudad. Desempeñó estos cargos importantes después de 1467, cuando una rebelión infructuosa de los ciudadanos de Malinas ofreció a Carlos el Calvo la oportunidad de colocar un nuevo gobierno local sumiso a cargo de la ciudad. Peter pudo haber devuelto la ayuda que el padre del duque Carlos le había prestado en el año 1450. 
Tuvo al menos tres matrimonios; primeramente con una mujer de Colonia (entre 1425 y 1428) cuyo apellido Scrynmakere o Schrinemecher (carpintero) pudo estar parafraseado por la peculiar ocupación de san José en el ala de la izquierda. Era muy rica y falleció alrededor de la época en que Peter dejó Colonia. En segundo lugar, se casó con Heylwich Bille de Breda cuyas armas quizá sean las femeninas en el panel central. Su tercera esposa fue Margareta De Kempenere a quien dejó una fortuna y que le sobrevivió. En Amberes era conocido como un comerciante dinámico que tenía varias casas propias y que era el arrendatario de la casa principal. Esto lo caracteriza como un terrateniente rico e influyente.  
Se ha sugerido que el mensajero en la parte trasera lleva una importante carta entre Malinas, Colonia y el duque. Esta correspondencia llevó a la liberación de los Engelbrechts. La interpretación iconográfica de los apellidos Schrinemecher o Schrijnmakere (carpintero) ha sido sugerida por el Prof. Thürlemann, quien sugiere una alegoría similar sobre los apellidos Engelbrecht - Ymbrechts (ángel trae), basándose en el tema que está representado en el panel central y, lo que es más, una vez fue un exvoto por un matrimonio.